# Distrito electoral de Pinckneyville n.º 1
Pinckneyville No. 1 (en inglés: Pinckneyville No. 1 Precinct) es un distrito electoral ubicado en el condado de Perry en el estado estadounidense de Illinois. En el Censo de 2010 tenía una población de 636 habitantes y una densidad poblacional de 937,26 personas por km².

## Geografía
Según la Oficina del Censo de los Estados Unidos, Pinckneyville No. 1 tiene una superficie total de 0.68 km², de la cual 0.68 km² corresponden a tierra firme y (0%) 0 km² es agua.

## Demografía
Según el censo de 2010, había 636 personas residiendo en Pinckneyville No. 1. La densidad de población era de 937,26 hab./km². De los 636 habitantes, Pinckneyville No. 1 estaba compuesto por el 97.48% blancos, el 0.63% eran afroamericanos, el 0.63% eran amerindios, el 0% eran asiáticos, el 0% eran isleños del Pacífico, el 0.63% eran de otras razas y el 0.63% pertenecían a dos o más razas. Del total de la población el 2.67% eran hispanos o latinos de cualquier raza.